# Kruispoort (Haarlem)
De Kruispoort was een stadspoort in de Nederlandse stad Haarlem.

## Geschiedenis
De poort werd tijdens het beleg van Haarlem door de Spanjaarden, onder leiding van Fadrique Álvarez de Toledo (Don Frederik), door de Haarlemmers zelf opgeblazen in 1573 en werd in 1593 iets westelijker, ter hoogte van de huidige kruising Nassaustraat en Lange Margarethastraat, weer herbouwd.

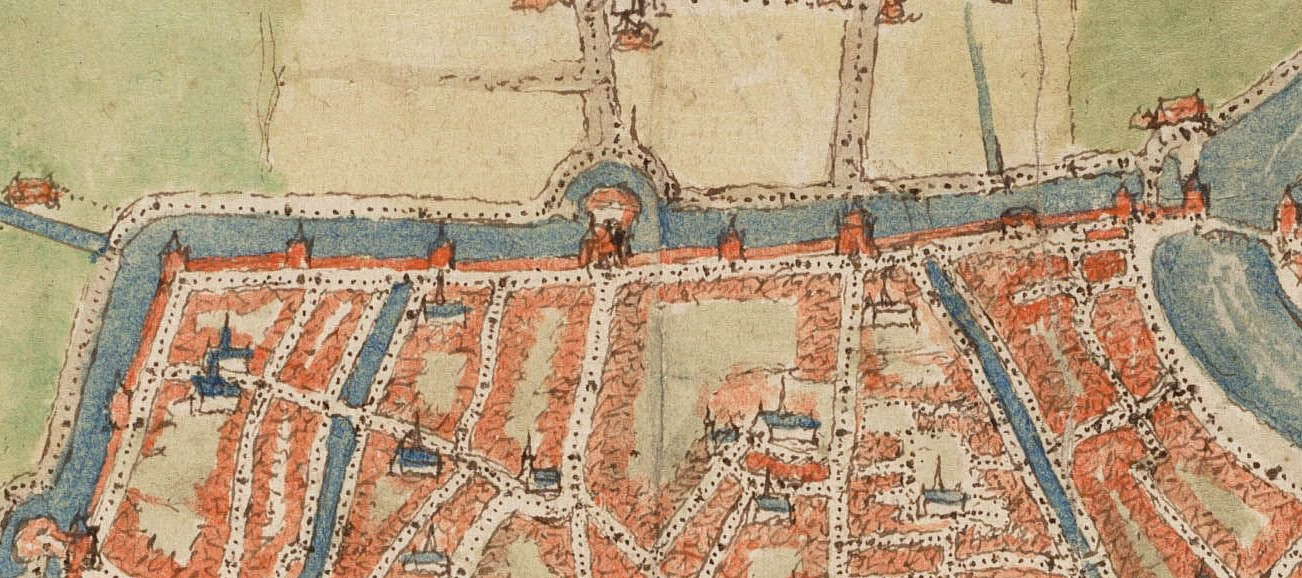
Kruispoort (midden) en Janspoort voor het beleg, rond 1560 (Jacob van Deventer)

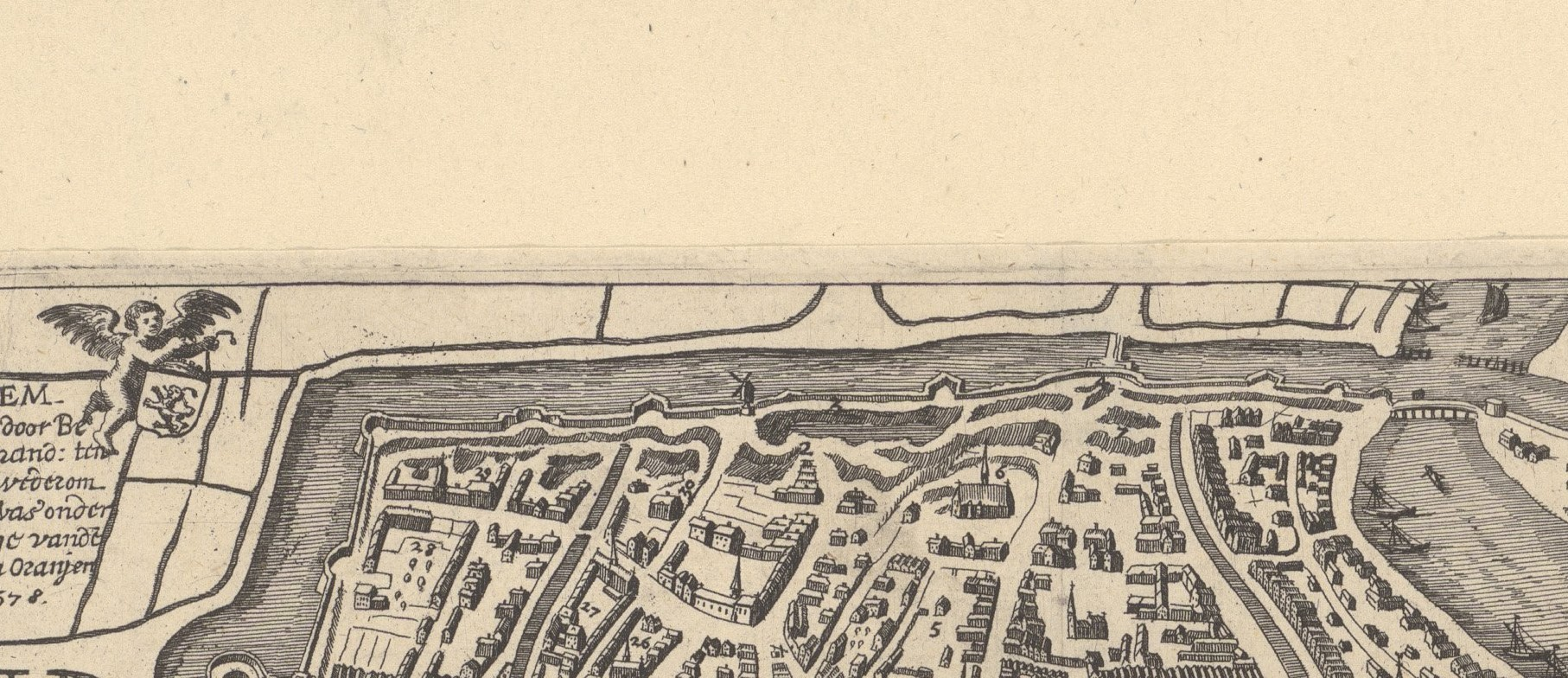
Situatie Kruispoort en Janspoort na het beleg, in 1578 (Pieter Saenredam/Thomas Thomaszoon)

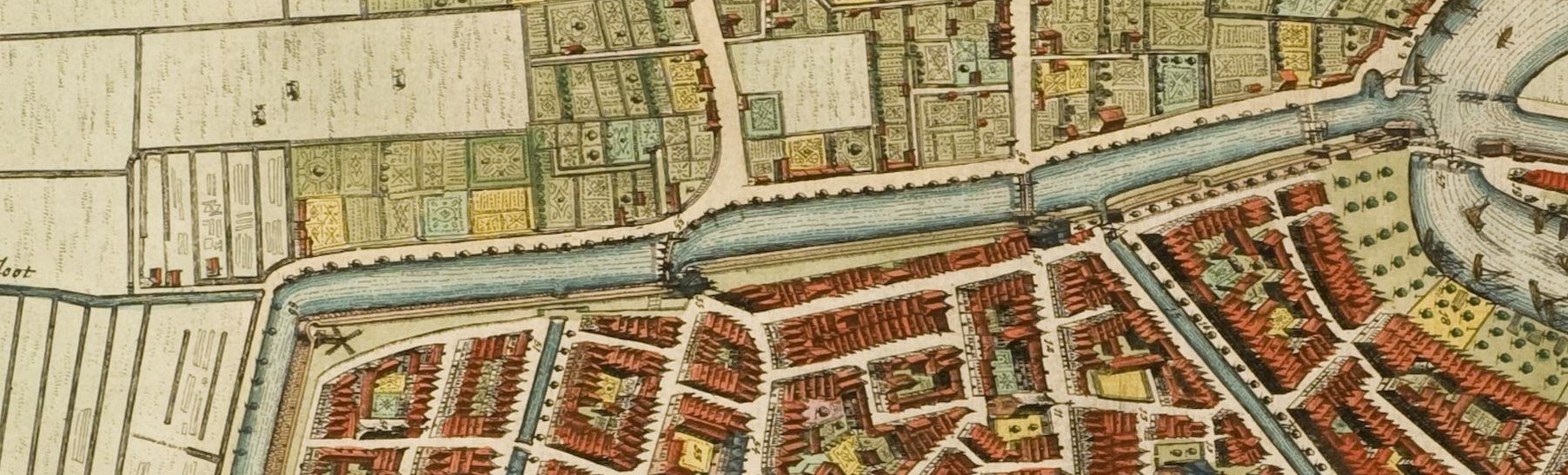
De herbouwde Kruispoort en Janspoort in 1646 (Pieter Wils/Joan Blaeu)

De poort werd in de jaren 1675-1683 afgebroken wegens de uitbreiding van Haarlem in noordelijke richting.

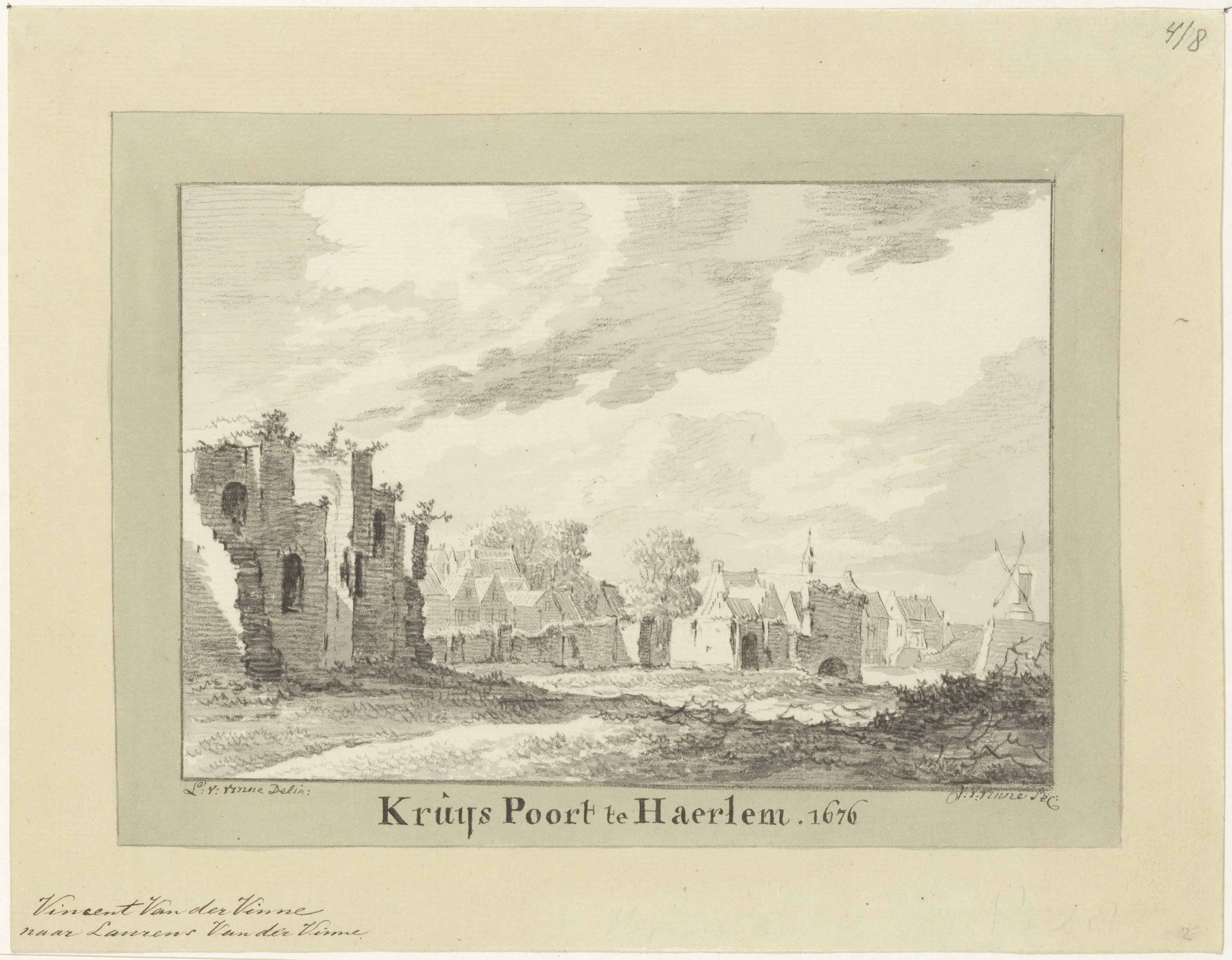
De Kruispoort in Haarlem tijdens de sloop

De Nieuwpoort nam de functie van deze stadspoort over.
Op de plaats waar deze poort ooit gestaan heeft zijn markeringen aangebracht die aangeven waar de poort stond, voordat hij tot ontploffing was gebracht.
Amsterdamse Poort · Schalkwijkerpoort · Eendjespoort · Kleine Houtpoort · Grote Houtpoort · Raampoort · Raakstorens · Zijlpoort · Kruispoort · Janspoort · Nieuwpoort / Kennemerpoort · Catrijnenpoort · Deymanspoort · Vrouwehek